# 讷方丹
讷方丹（法語：Neuffontaines，法語發音：[nœfɔ̃tɛn]）是法国涅夫勒省的一个市镇，位于该省北部偏东，属于克拉姆西区。

## 地理
讷方丹（47°20'22"N, 3°44'17"E）面积14.34 平方千米，位于法国勃艮第-弗朗什-孔泰大區涅夫勒省，该省份为法国中部省份，北至约讷省，西北接卢瓦雷省，西接谢尔省，南至阿列省，东南接索恩-卢瓦尔省，东临科多尔省。
与讷方丹接壤的市镇（或旧市镇、城区）包括：圣欧班德绍姆、昂蒂安、巴佐什、穆瓦西-穆利诺、尼阿尔、普克洛尔姆、吕阿日、赛济。
讷方丹的时区为UTC+01:00、UTC+02:00（夏令时）。

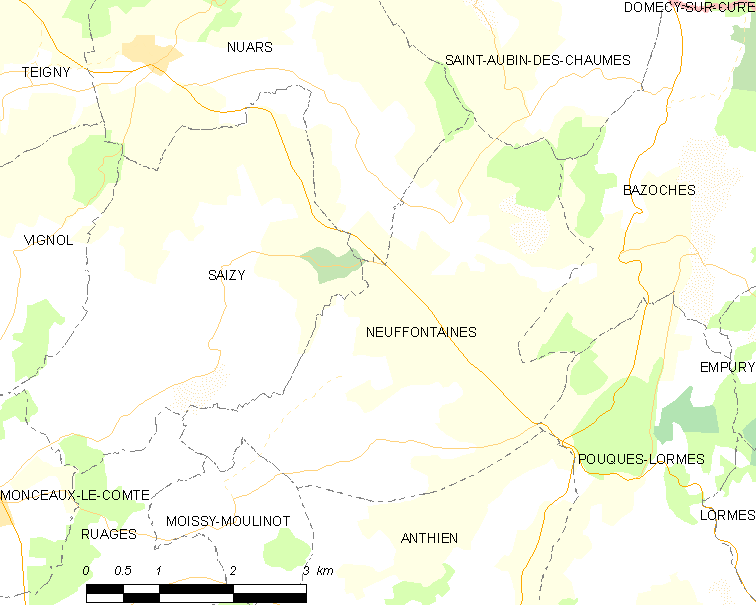
讷方丹的OSM定位图

## 行政
讷方丹的邮政编码为58190，INSEE市镇编码为58190。

## 政治
讷方丹所属的省级选区为克拉姆西县。

## 交通
涅夫勒省省道D42线、D128线、D217线和D281线经过境内。

## 人口

1962-2008年间讷方丹人口变化图示

讷方丹于2022年1月1日时的人口数量为93人。